# Missões diplomáticas do Níger

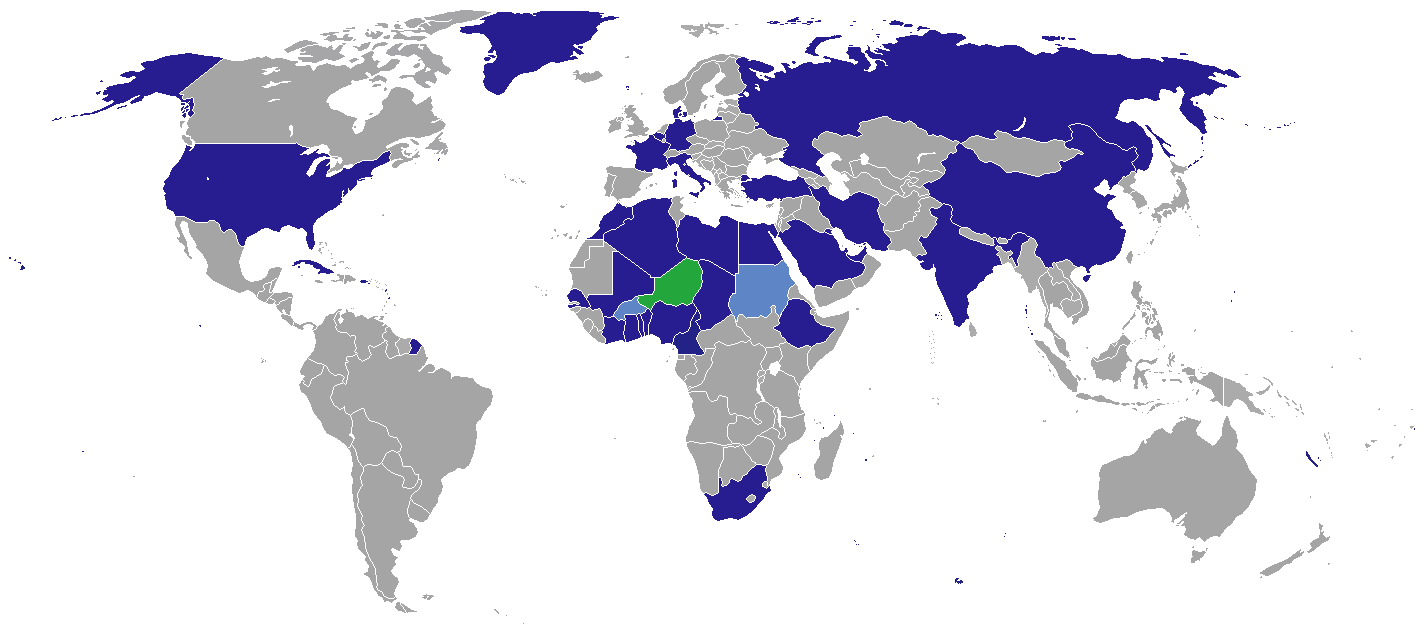
Mapa das missões diplomáticas do Níger

Abaixo estão listadas as embaixadas e/ou consulados do Níger. Possui missões diplomáticas em 24 países do mundo.

## Europa

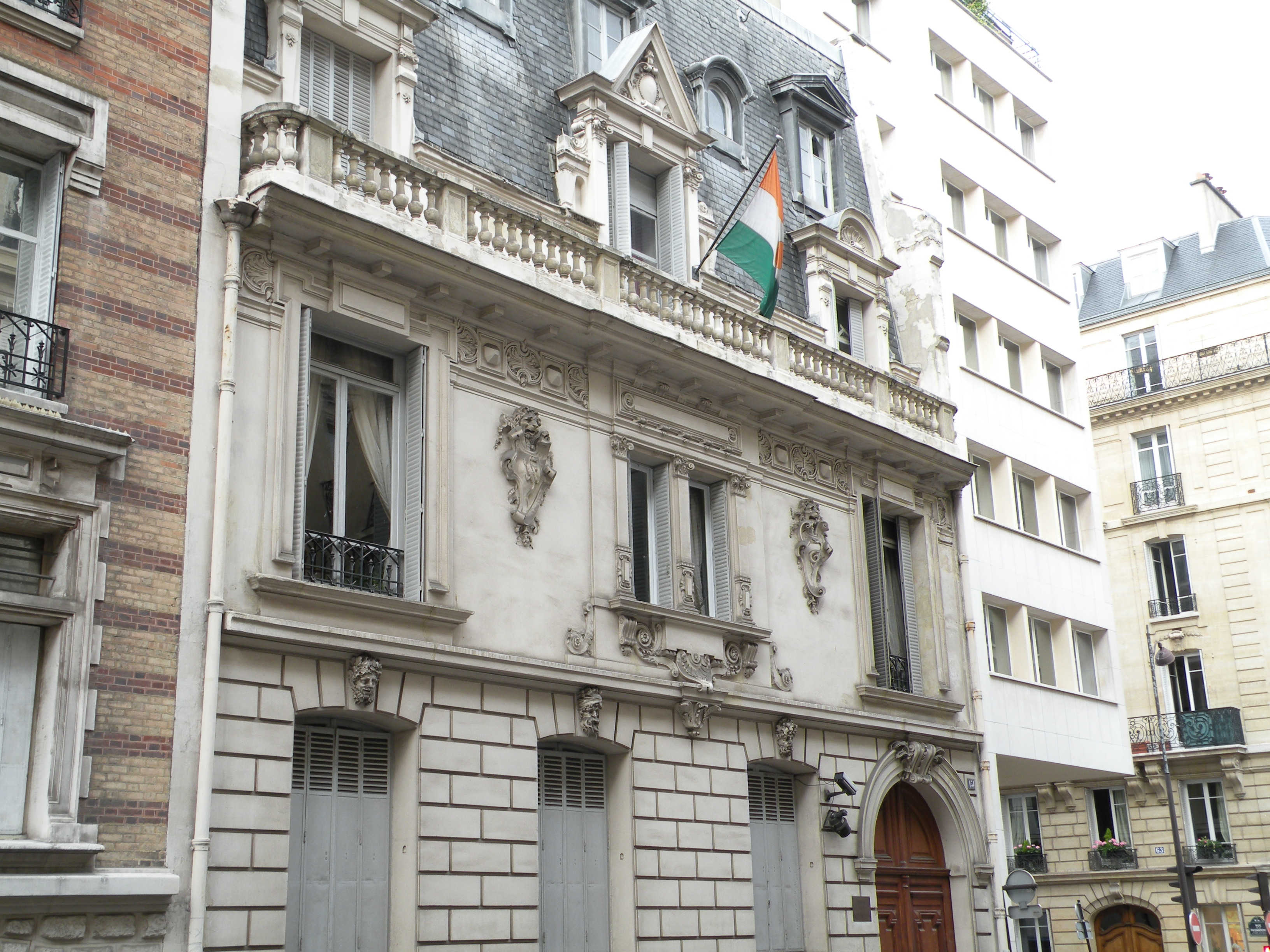
Embaixada do Níger em Paris

- Alemanha
  - Berlim (Embaixada)
- Bélgica
  - Bruxelas (Embaixada)
- França
  - Paris (Embaixada)
- Itália
  - Roma (Embaixada)
- Rússia
  - Moscou (Embaixada)

## América

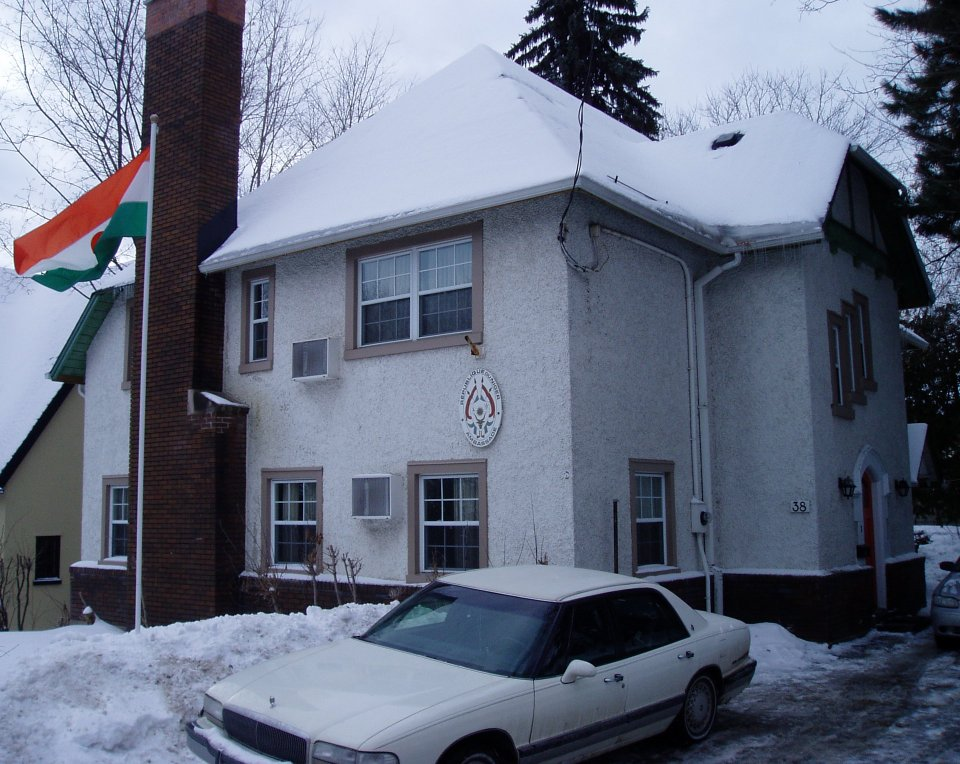
Embaixada do Níger no Canadá em Otaua

- Canadá
  - Otaua (Embaixada)
  - Montreal (Consulado)
- Estados Unidos
  - Washington DC (Embaixada)

## Oriente Médio
- Arábia Saudita
  - Riade (Embaixada)
  - Jedá (Consulado)
- Emirados Árabes Unidos
  - Dubai (Consulado)
- Kuwait
  - Cidade do Cuaite (Embaixada)

## Africa
- Argélia
  - Argel (Embaixada)
  - Tamanrasset (Consulado)
- Benim
  - Cotonou (Embaixada)
- Camarões
  - Iaundé (Embaixada)
- Costa do Marfim
  - Abidjã (Embaixada)
- Etiópia
  - Adis-Abeba (Embaixada)
- Egito
  - Cairo (Embaixada)
- Gana
  - Acra (Embaixada)
- Líbia
  - Trípoli (Embaixada)
  - Saba (Consulado)
- Marrocos
  - Rabat (Embaixada)
- Nigéria
  - Abuja (Embaixada)
  - Cano (Consulado)
- Senegal
  - Dacar (Embaixada)
- Sudão
  - Cartum (Embaixada)
- Togo
  - Lomé (Consulado)

## Ásia
- China
  - Pequim (Embaixada)

## Organizações multilaterais
- Nova Iorque (Delegação ante as Nações Unidas)
- Paris (Delegação ante a UNESCO)